# Commissiekaas
Commissiekaas (ook Mimolette of Dutch Mimolette) is een Nederlandse kaas. De kaas is bereid uit koemelk en is oranje tot oranjerood van kleur. De kaas is een dubbele Edammer kaas en heeft in de meeste gevallen dezelfde vorm als deze kaas. De 3 tot 4,5 kilogram wegende kaas is bereid uit gepasteuriseerde grondstoffen met voor de kaas typische cultures van melkzuur- en aromavormende micro-organismen, en gezouten door pekelen. De kaas wordt oranje gekleurd met anatto of caroteen.
In Nederland is de kaas alleen in sommige kaasspeciaalzaken te krijgen. In Frankrijk daarentegen ligt de mimolette in elke supermarkt. Ook in België is hij op heel wat plaatsen verkrijgbaar, zowel in bolvorm alsook gesneden.
Deze kaas is oorspronkelijk een Franse imitatie van Edammer kaas, ontstaan in de 17e eeuw, toen buitenlandse kazen in Frankrijk werden verboden door het mercantilisme van Jean-Baptiste Colbert. De kleur is in die tijd ontstaan om het onderscheid aan te geven tussen Nederlandse en Franse kazen. De Franse kaas wordt Mimolette genoemd. Het is een ongepasteuriseerde kaas zonder plastic kaaskorst. 